# Бесіхем
Бесіхем (нід. Beusichem) — село в нідерландській провінції Гелдерланд. Входить до муніципалітету Бюрен. Раніше мало статус окремого муніципалітету, доки 1977 не було приєднане до Бюрена.
Перша згадка про село датується 10-м сторіччям. Щонайменше із середини 15-го сторіччя відоме щорічним ярмарком коней, на який з'їзжалися торговці цими тваринами з багатьох європейських країн.

## Галерея

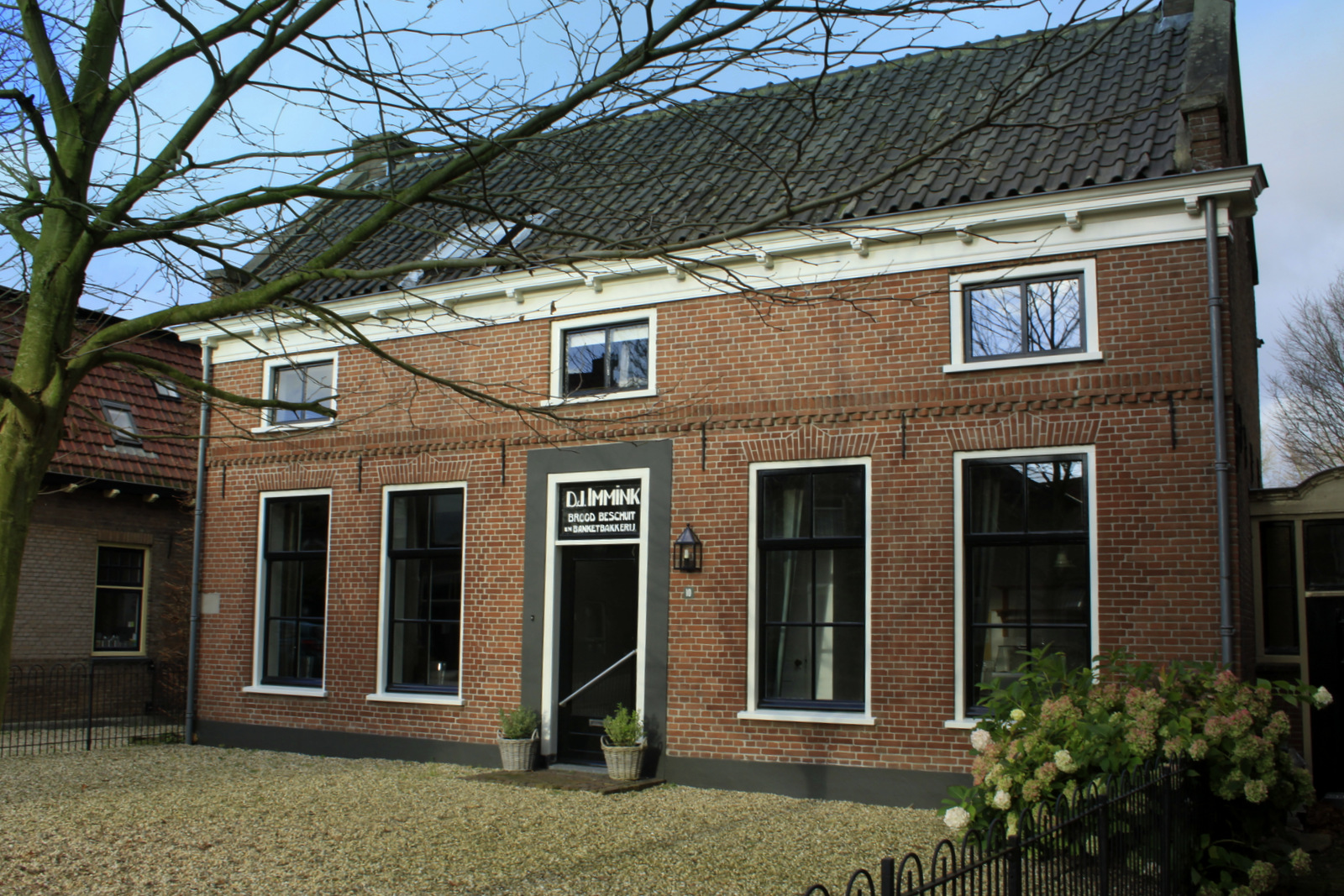
Колишня пекарня
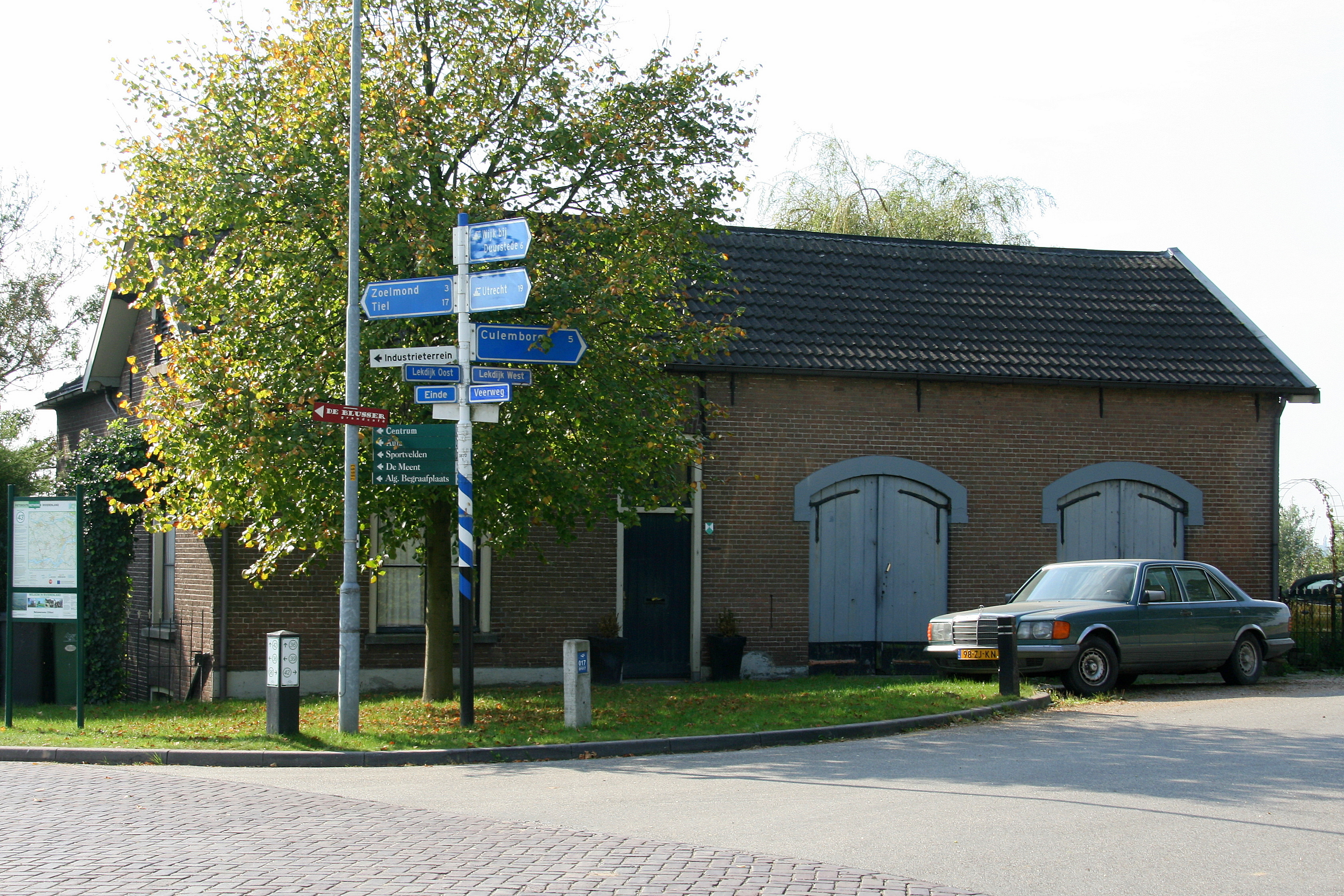
Складське приміщення
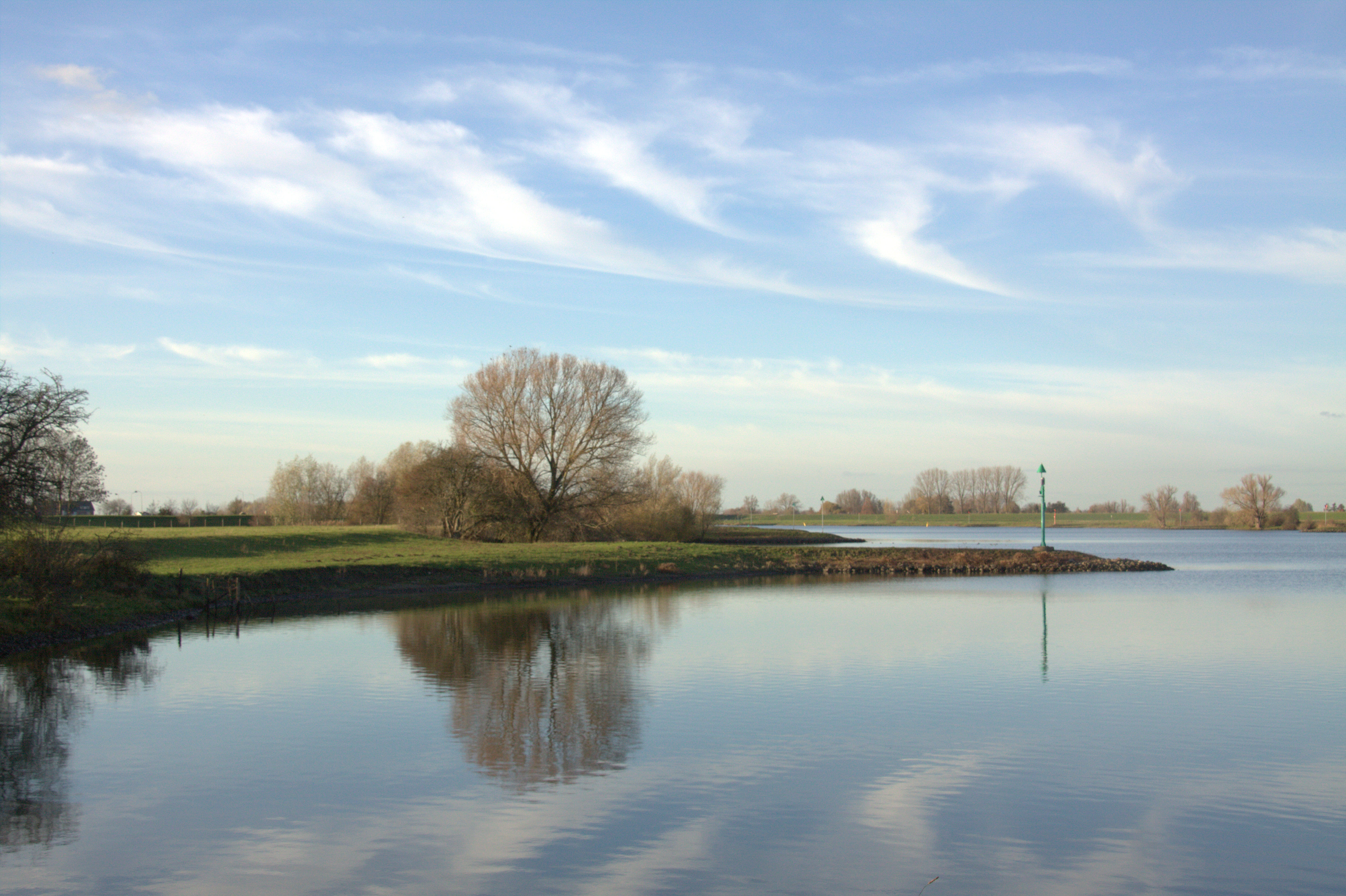
Річка Лек біля Бесіхема
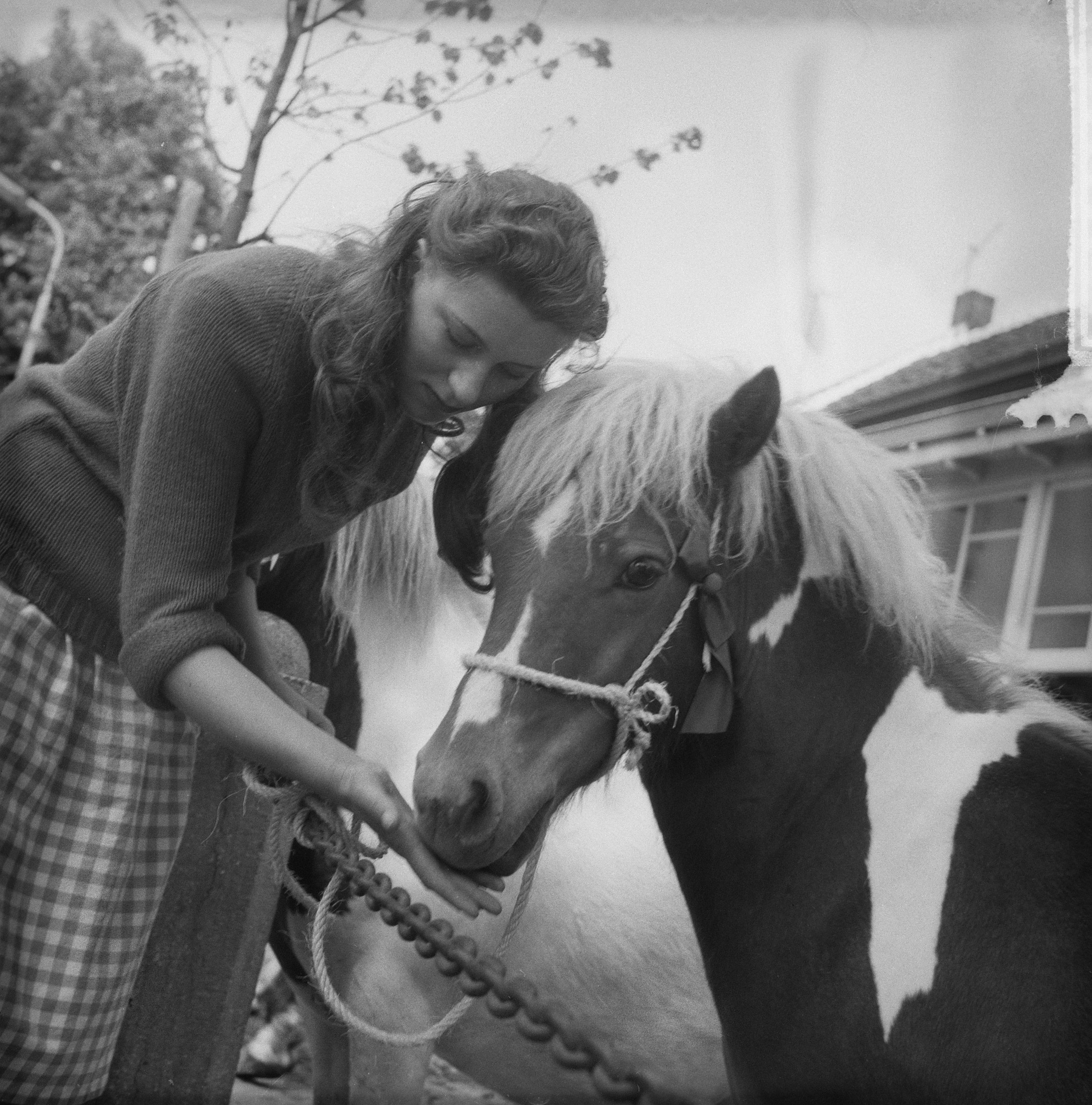
Ярмарок коней (1961)